# Doctrina vecinătății apropiate
     Rusia
     Țările baltice
     Europa de Est
     Transcaucazia
     Asia Centrală
Doctrina vecinătății apropiate (cunoscută și ca Doctrina Kozîrev sau Doctrina Elțîn, în rusă Ближнее зарубежье, transliterat: Blijnee zarubejie și în engleză Near Abroad Doctrine) reprezintă o doctrină de politică externă a Federației Ruse, menită în epoca adoptării ei să confere un statut post-imperial la nivel global, Rusiei post-sovietice.

## Caracteristici
Conform acestei doctrine, inspirată de o logică asemănătoare celei care a stat la baza Doctrinei Monroe a Statelor Unite ale Americii, zonele geografice din vecinătatea Rusiei post-sovietice formate din foste republici sovietice formează „vecinătătatea apropiată” a acesteia. În ce privește acest spațiu, punctul de vedere formulat de către ruși are în vedere faptul că, inițiativele privind cooperarea internațională instituționalizată ar trebui supuse unui drept rusesc de prim refuz, exigențele geopoliticii ruse ar trebui să aibă prioritate față de cele ale puterilor terțe și prezența militară a terților ar trebui exclusă. Zona Caucazului și Asia Centrală au fost considerate ca fiind zone de interes special, din acest punct de vedere. În același context, prezervarea intereselor cetățenilor ruși din zona vecinătății apropiate a devenit una dintre prioritățile majore.
Spațiul respectiv a devenit subiect de proiecție a unei perspective ruse, conform căreia este previzibil faptul că, în zona aflată în cauză vor predomina ingerințe internaționale de tip dușmănos și cu impact negativ pentru statul rus, în raport cu inițiative prietenoase, care să fie expresia unui respect pentru acesta. În ansamblul său, arealul a devenit subiect al politicii Federației Ruse de reintegrare, având ca obiective:
- consolidarea instituției supranaționale a Comunității Statelor Independente
- accelerarea formării unei uniuni economice
- coordonarea politicii externe în cadrul CSI și transformarea acesteia într-un factor important atât pe plan regional, cât și global
- înființarea unei alianțe politico-militare
- limitarea acțiunii altor state în zona CIS, în special din punct de vedere militar și al securității
- menținerea prezenței militare ruse pe tot teritoriul fostei URSS și împiedicarea obținerii de către forțe anti-ruse de obținerea de influență în arealele ruse de interes, formalizarea drept practică curentă a operațiunilor ruse de menținere a păcii pe întreg teritoriul CSI, supravegherea granițelor CSI de către forțe comune ale acesteia și refacerea complexului militaro-industrial din epoca sovietică
- apărarea drepturilor etnicilor ruși și vorbitorilor de limbă rusă și consolidarea influenței lor economice și politice.

## Mecanisme de intervenție
Organismul Supranațional al CSI a fost folosit mai întâi pentru a încetini și stopa dezintegrare spațiului post-sovietic și ulterior pentru a favoriza reintegrarea sa, printr-o combinație de exploatare a situațiilor favorabile și de folosire a metodei „morcovul și bățul”. În acest sens, s-a folosit atât de de prețuri reduse pentru materii prime (în special energie) și de restructurare de debite externe sau oferire de subsidii, cât și de suport militar (acordat fie regimurilor instabile ori minorităților ruse), sau de intervenții militare (justificate de îndepărtarea pericolului islamic, sau pur și simplu de necesitatea impunerii propriei sale versiuni de doctrină Monroe).

### Etnia, limba și religia
Subiect primordial al menținerii în zona rusă de influență, vecinătatea apropiată a Rusiei este teren pentru proiecția asigurării intereselor naționale ale Federației Ruse în baza structurilor etnică și lingvistică, precum și a religiei locuitorilor regiunii. Însușiri esențiale ale națiunilor, acestea sunt susceptibile la manipulare din partea puterilor politice statale, pentru a redirecționa politica externă a statelor din areal. Alături de gradul de conectare culturală dintre populația statelor din vecinătatea apropiată și populația rusă, procentul (variabil) de etnici ruși (aflați mai ales în sferele administrative) și de vorbitori de limbă rusă (diferit de cel al etnicilor ruși), precum și religia ortodoxă se constituie în elemente fundamentale, prin care, se produce ingerința în afacerile interne ale statelor respective.
La nivelul anului 2019, media prezenței etnicilor ruși în zona vecinătății apropiate se situa la 10%, cu valori individuale distribuite variabil și care, asociau procente semnificativ mai mari de vorbitori de limbă rusă în Belarus (8% etnici ruși și respectiv 70% vorbitori de limbă rusă), Ucraina (17% și respectiv 30%) și Georgia (1% și respectiv 9%). La rândul ei, influența Bisericii Ortodoxe Ruse era redusă într-o țară ca de exemplu, Azerbadjanul, unde 97% din populație era la acel moment formată din musulmani și erau numai 1% etnici ruși.

### Puterea legislativă și guvernarea
În aceeași ordine de idei, dacă la putere se află partide fidele politicii externe ruse, statele din zonă pot fi redirecționate prin întreruperea eventualului drum spre asociere și/sau integrare în Uniunea Europeană sau Organizația Tratatului Atlanticului de Nord, ori a abandonării acestui status (dacă el există) și a unei reorientări spre Uniunea Euroasiatică. De asemenea, țelul de reducere a influenței politicii de vecinătate a Uniunii Europene poate fi astfel favorizat.

### Dependența economică și energetică
În cadrul Comunității Statelor Independente, Rusia și-a asumat obiectivul de a deveni centrul său economic, iar evoluția economică a statelor vecinătății apropiate depinde de eventualitatea unor embargouri impuse de către Rusia, principala piață de desfacere a produselor regiunii.

Organizația Tratatului de Securitate Colectivă

La rândul ei, asigurarea deficitară cu resurse naturale, cu precădere a celor energetice a statelor aflate pe platforma câmpiei est-europene, la face dependente de resursele Federației Ruse și astfel, favorizează influența acesteia asupra lor.

### Armata și politica de securitate
Încă din 1994, odată cu nominalizarea regiunii ca areal de interes exclusiv pentru statul rus, doctrina militară a acestuia a postulat dreptul său de a interveni militar în confruntările regionale de la nivelul statelor post-sovietice, ridicând la orizont perspectiva restaurării ambițiilor imperiale ruse pe plan regional.
Actual, coordonarea politciilor militară și de securitate ale statelor din sfera de interes rusă se face prin intermediul Organizației Tratatului de Securitate Colectivă.
Armenia reprezintă un caz în care, deși populația de etnie rusă prezentă aici este redusă, securitatea îi este asigurată de către Federația Rusă, care intervine pe plan regional.
     Statele UE
     Foste state ale UE
     Candidați oficiali
     State candidate potențiale recunoscute de UE, aplicante
     State candidate potențiale recunoscute de UE, neaplicante
     State care și-au retras cererile, membre ale AELS
     Statele Uniunii Europene
     Agenda de extindere
     Parteneriatul Estic
     Parteneriatul Sudic
     Alți membri ai Uniunii Mediteraneene

### Dimensiunea geopolitică
Este de menționat că menținerea vecinătății apropiate în sfera proprie de influență, de către statul rus, a dus și duce la obținerea de avantaje pe plan regional sau internațional în interesul propriu, inclusiv prin acțiuni de constrângere și amenințare directă, ori de favorizare a apariției unor conflicte înghețate⁠(en)[traduceți], făcându-se însă în contradictoriu cu dreptul suveran și independent, al statelor din regiune.
La rândul ei, dimensiunea geospațială a vecinătății apropiate în spațiul geostrategic permite transformarea, din punct de vedere geopolitic a acesteia, atât într-un scut uman, cât și într-un cordon sanitar prin care se desfășoară relațiile cu Uniunea Europeană, NATO, Levantul și Orientul Mijlociu.
Interesată fiind în sprijinirea unei ordini inernaționale multipolare, Organizația pentru Cooperare de la Shanghai a sprijinit ideea că Rusia are dreptul exclusiv de a modela „străinătatea apropiată”.

## Provocări economice, geopolitice și de securitate
Încă de la început, noua politică a ridicat problema capacității de suportabilitabilitate în ce privește resursele disponibile în a fi investite, de către statul rus. Din acest punct de vedere, cheltuielile necesare reintegrării au părut incompatibile cu reformele economice. Pe de altă parte, a existat o atitudine fie de chestionare fie de opoziție a celor mai mulți dintre liderii statelor CSI, atât față de accentuarea dependenței acestora de Moscova, cât și față de creșterea importanței CSI în calitate de organism supranațional. Evoluția ulterioară urma să depindă, de nivelul în care politica de tip neo-imperial a Rusiei urma să predomine, în cadrul celei de reintegrare.
Tot de la mijlocul deceniului 1990, s-a pus problema potențialului acestei politici de a declanșa conflicte, inclusiv războaie civile, pe tot teritoriul post-sovietic și de apariție unor consecințe pe plan internațional, susceptibile de a declanșa un nou Război Rece.
Pe de altă parte, vecinătatea apropiată a devenit în anii 1990 o sursă de imigrație, migranții fiind atrași în Rusia de relativa stabilitate politică și economică de aici, în contextul preexistenței legăturilor etnice și lingvistice. Acest fenomen a generat pe plan intern provocări semnificative în ce privește integrarea și asimilarea acestora, făcând să crească până la sfârșitul deceniului interesul pentru restrângerea migrației.

## Istoric
Sfera ei de influență a Rusiei s-a concentrat, în cele trei decenii care au succedat destrămării Uniunii Sovietice, asupra spațiului care s-a aflat în componența acesteia până în 1991. Respectiva zonă este considerată de Federația Rusă ca aparținând acesteia de drept, în ce privește manifestarea influenței sale, pe plan extern. Pretenția acesteia de a-și exercita influența și de a avea un rol semnificativ în politica de securitate a arealului aflat în cauză este considerată însă, de unele state, ca o formă de neoimperialism.

### Apariție și efecte
Ideile care au stat la baza conceptului de „vecinătate apropiată” au fost formulate de primul președinte al Federației Ruse, Boris Elțîn, acesta fiind conturat la mijlocul anilor 1990 și găsind un promotor în persoana lui Evgheni Primakov. În plan diplomatic, primele semnale oficiale privind interesul statului rus de a-și restaura și întări dominația în acest spațiu au apărut din ianuarie 1994, de la ministrul Afacerilor Externe Andrei Kozîrev⁠(en)[traduceți], care, în același an a definit ulterior zona drept una a intereselor exclusive ale Rusiei (este de menționat că, numele lui Kozîrev a fost la început dat atât noii doctrine de politică externă, cât și noii doctrine militare a Federației Ruse).

Principalii artizani ai doctrinei
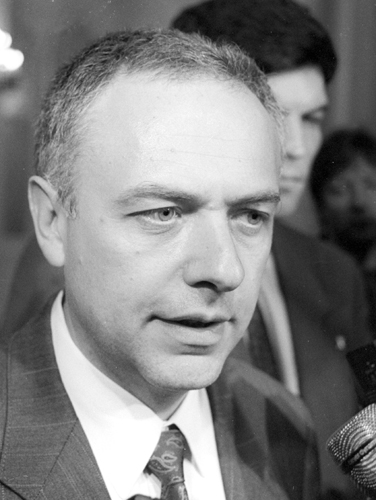
Andrei Kozîrev, 1994
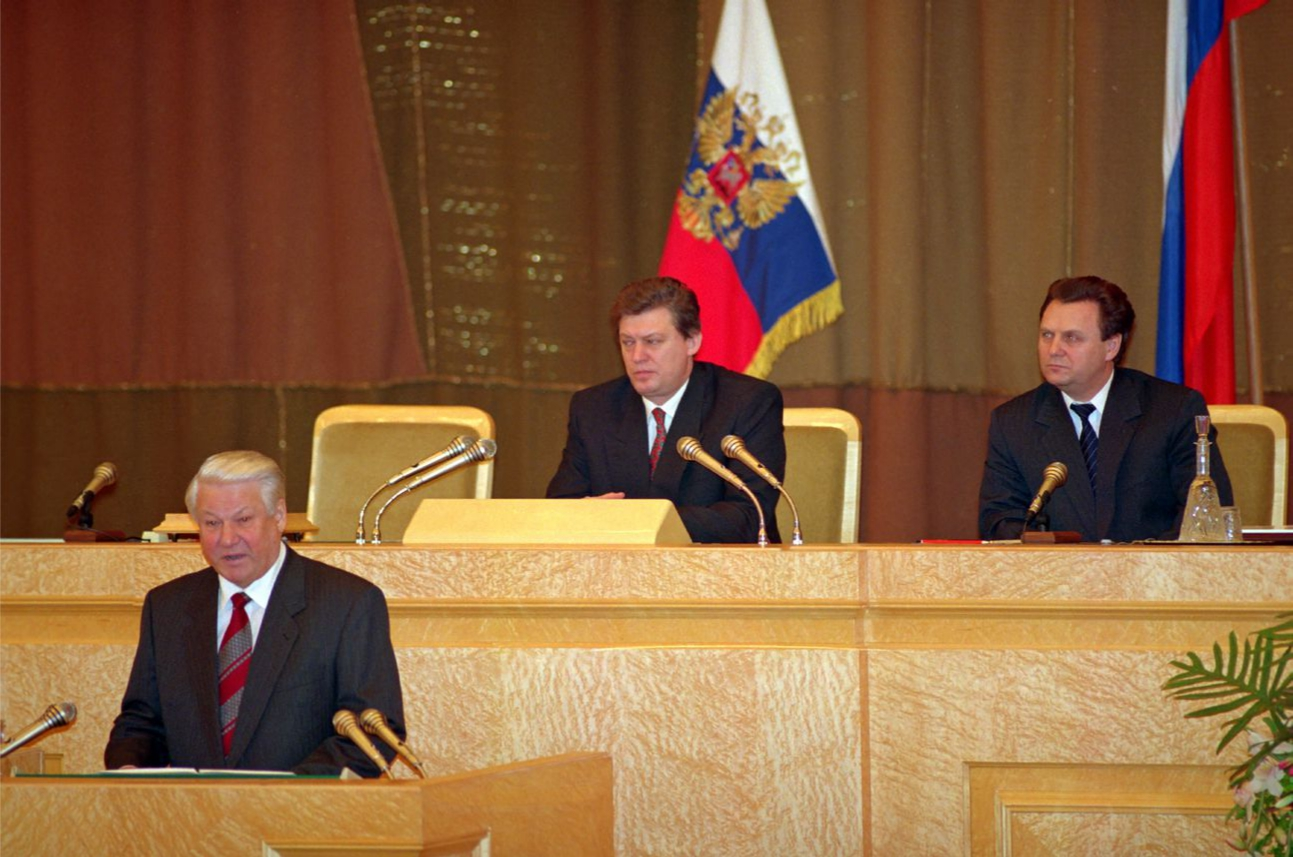
Boris Elțîn (în stânga), 1995
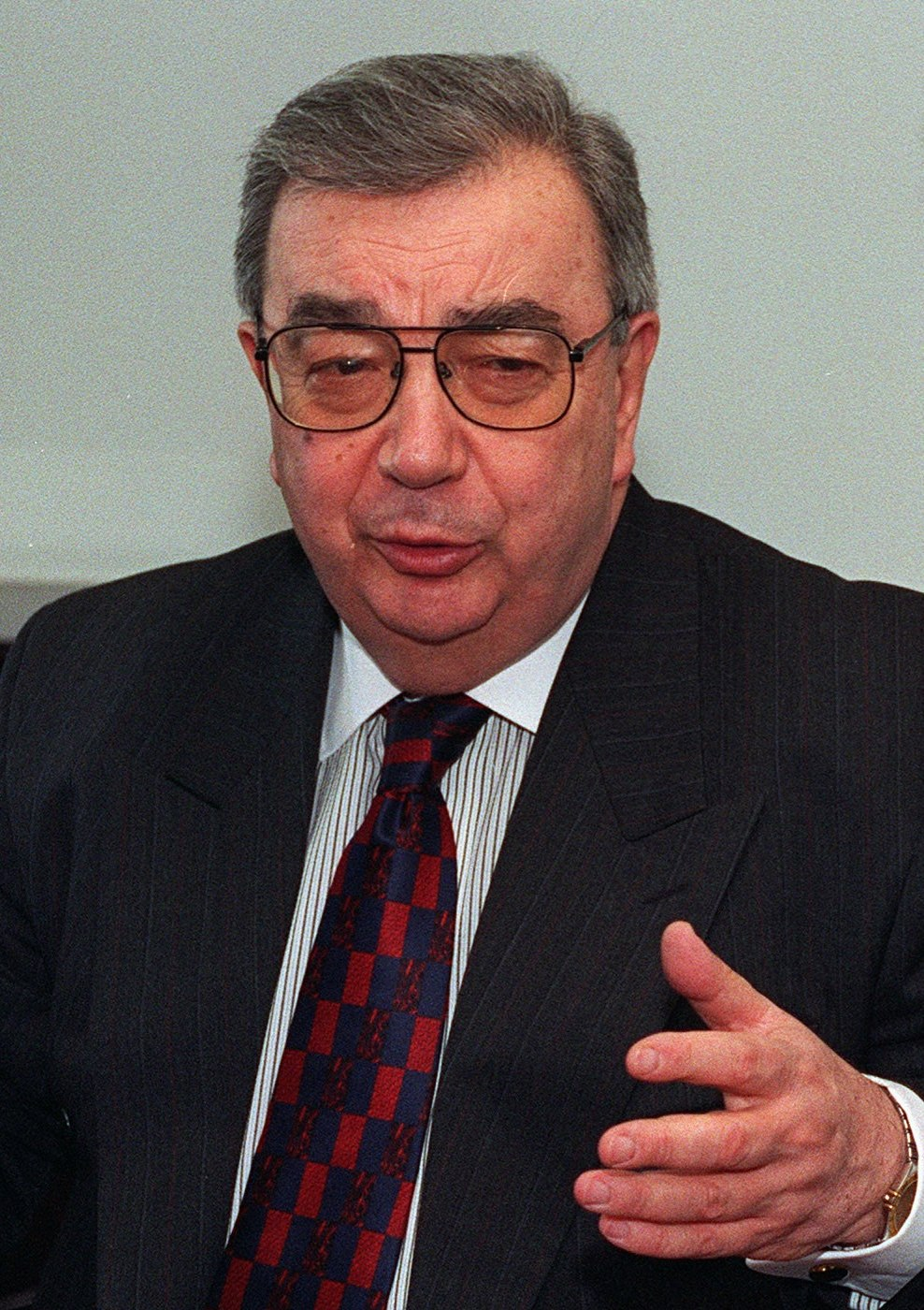
Evgheni Primakov, 1997

Noua politică s-a evidențiat activ atât sub forma întăririi Comunității Statelor Independente, organizație cu rol de reintegrare sub control rus a regiunilor fostului spațiu sovietic și în care Rusia are poziția dominantă, cât și a semnării de tratate bilaterale între state în cadrul acesteia. Ultimul aspect a evidențiat însă încă de la mijlocul anilor 1990, dificultăți particulare în privința stabiliri bazei unei unei cooperări cu Ucraina. S-a constatat de asemenea un eșec, pe plan internațional, de legitimizare de către Organizația Națiunilor Unite și de către Organizația pentru Securitate și Cooperare în Europa, a dreptului rus de a interveni militar în regiune. Ca atare, Federația Rusă și-a asumat de una singură acest drept, în cadrul CSI.
La momentul apariției noii doctrine Rusia nu avea puterea de a impune respectarea acestei viziuni proprii din punct de vedere geostrategic, iar în anii următori puterea ei s-a redus suplimentar, acest proces fiind coincident cu lărgirea teritoriului controlat de Organizația Tratatului Atlanticului de Nord, spre frontierele Rusiei. Pe fondul dificultăților economice, până în momentul la creșterii prețurilor petrolului de la începutul secolului XXI, posibilitățile Rusiei de a-și conserva influența politică și militară în arealul vecinătății apropiate au fost reduse. Dorința Occidentului de a extinde NATO a contribuit însă la escaladarea unei competiții geopolitice, în zona acestei vecinătăți..
Implementarea noii politici a fost afectată nu numai de instabilitatea economică, socială și politică, ci și de incertitudinea determinată de existența a trei abordări diferite în ce privește stabilirea unui echilibru, între dorința de afirmare a Rusiei drept putere dominantă în teritoriile fostei URSS și de protejare a rușilor din zonele respective și adoptarea unei poziții asociate cu perspective reduse de război nuclear și cu posibilitatea extinderii NATO, astfel încât statele din vecinătatea apropiată să poată fi incluse acestuia:
- abordarea integraționistă a reformatorilor, precum a fost Andrei Kozîrev, a promovat o poziție neintervenționistă în vecinătatea apropiată. Aceștia au susținut integrarea Rusiei în economia mondială, o identificare mai puternică țării cu Occidentul și ideea că sistemul european de securitate trebuie să includă statul rus, considerând că perioada expansionistă a statului s-a încheiat.
- abordarea centristă a eurasianiștilor⁠(en)[traduceți], precum cea a lui Evgheni Primakov și Viktor Cernomîrdin, a urmărit să obțină acces la resursele militare ale statelor postsovietice, să securizeze frontierele neprotejate și să stăvilească amenințărilor externe (cum ar fi fundamentalismul islamic⁠(en)[traduceți] din Asia Centrală). Aceștia au susținut primatul asigurării interesului național rus și luarea în considerare a istoriei, culturii și geografiei Rusiei, urmărind crearea unor legături sau punți ruso-asiatice, în special cu Turcia , Iran , Afganistan și China
- abordarea antiocidentală și pro-rusă slavofilă, precum cea a lui Ghennadi Ziuganov și Vladimir Jirinovski, a susținut prin intermediul tradiționaliștilor și naționaliștilor ruși⁠(en)[traduceți] o politică neoimperialistă, fie de restabilire a fostei URSS (Ghennadi Ziuganov) sau, cel puțin de formarea unor legături mai puternice cu alte națiuni slave (Vladimir Jirinovski). Frecvent, referirile la abuzurile cu privire la drepturile etnicilor ruși și vorbitorilor de limbă rusă au fost folosite de aceștia, pentru a-și justifica opțiunile.

### Tranziția spre Doctrina Putin
Dat fiind că rezultatele de politică externă urmărite de Doctrina Elțîn nu au fost satisfăcătoare pentru Federația Rusă, Doctrina vecinătății apropiate a fost înlocuită de către Doctrina Putin, sau Doctrina liniilor roșii. Conform noii doctrine, există zone de interes vital pe care Rusia nu le poate abandona indiferent de magnitudinea costurilor pe care le implică apărarea lor. Aceste zone ar fi Rusia Mică (Malorusia), Crimeea și tot litoralul Mării Negre care actual aparține Ucrainei, Caucazul, Abhazia, Osetia de Sud, Belarus și conform interpretării lui Adrian Severin, probabil republicile din Asia Centrală. Această doctrină vine însă în opoziție cu înaintarea trupelor NATO în cadrul Pax Americana, cu precădere în zone aparținând fostulului teritoriu aflat cândva sub jurisdicția Uniuni Sovietice, precum Ucraina (unde au avut în epoca sovietică modificări teritoriale prin acte unilaterale de drept intern, revocabile prin drept intern și nu prin acorduri multilaterale, de drept internațional).
Pornind de la realitatea existenței în proporții variabile de etnici ruși în arealul vecinătății apropiate, conducerea actuală a Federației Ruse și-a asumat de asemenea, în cadrul țelului sau geostrategic, un proiect geopolitic de unificare a acestora, împreună cu vorbitorii de limbă rusă și cu popoarele care au constituit fosta URSS.
Există opinia, în contextul rezultatelor concrete obținute de de trupele ruse în Ucraina în anul 2022, că, implementarea strategiei definită cu ajutorul ambelor doctrine a eșuat, în condițiile în care statele din zonă apropiate anterior de Rusia acționează, în sensul reducerii considerabile a dependenței lor de Federația Rusă și caută alte puncte de sprijin extern. De asemenea, spațiul în cauză a devenit subiect al opțiunii strategice a Uniuni Europene, de extindere a sa și a zonei sale de securitate, spre est.